# Чинквечери (Ређо Емилија)
Чинквечери је насеље у Италији у округу Ређо Емилија, региону Емилија-Ромања.
Према процени из 2011. у насељу је живело 241 становника. Насеље се налази на надморској висини од 715 м.